# Hemidesmus indicus
Hemidesmus indicus är en oleanderväxtart som först beskrevs av Carl von Linné, och fick sitt nu gällande namn av Robert Brown. Hemidesmus indicus ingår i släktet Hemidesmus och familjen oleanderväxter. Inga underarter finns listade i Catalogue of Life.